# 帝汶铲吻犁头鳐
帝汶鏟吻犁頭鰩（學名：Aptychotrema timorensis），為軟骨魚綱犁頭鰩目犁頭鰩科鏟吻犁頭鰩屬的其中一種，被IUCN列為易危保育類動物，分布於西太平洋阿拉弗拉海海域，深度可達124公尺，本魚體延長而平扁，體盤相當大，寬楔形，具有尖細的吻部，尾短，口小，泄殖腔前長度約為口寬的8倍；第一背鰭短，長度為體長的6%，背鰭尖端有稜角，尾鰭短，背緣為體長12%，腹鰭較大，長約寬的2.8倍，吻腹端無黑色尖端，背部佈滿白色小斑點，體長可達58.2公分，棲息於大陸棚，為底棲性魚類，肉食性，卵胎生，生活習性不明。